# Our
Die Our [ˈʔu:ɐ̯] (deutsch, luxemburgisch und französisch Our, deutsch früher auch Ur) ist ein gut 96 km langer, nordnordwestlicher und linker Nebenfluss der Sauer entlang der Grenze von Deutschland (D) zu den westlichen Nachbarstaaten Belgien (B) und Luxemburg (L). Sie fließt hauptsächlich von Nord nach Süd und mäandert dabei abschnittsweise.

## Geographie

### Verlauf
Die Our entspringt in den östlichen Ardennen bzw. der westlichen Eifel auf belgischem Gebiet. Ihre Quelle liegt im Gemeindegebiet von Büllingen beim Ortsteil Losheimergraben im Nordnordwesten und dem Eichelsberg (653 m) im Süden auf etwa 643 m Höhe. Vorbei führt die Bundesstraße 265. 300 m nordnordwestlich liegt die Kyllquelle.
Die Our fließt anfangs etwas südwestlich der B 265, die nahe dem Fluss unmittelbar entlang der deutsch-belgischen Staatsgrenze verläuft. Dabei passiert sie mit Hüllscheid und Berterath zwei Büllingener Ortsteile. Kurz darauf läuft sie bei Verschneid, einem Auwer Weiler in Rheinland-Pfalz, ein Stück in Deutschland. Kurz darauf fließt die Our bei Schönberg, Atzerath und Alfersteg wieder in Belgien. Etwa ab Weppeler bis Auel verläuft sie auf der belgisch-deutschen Grenze und dann bei Weweler erneut in Belgien. Dann fließt die Our wieder auf der Staatsgrenze zwischen Stoubach (B) und Stupbach (D) hindurch sowie vorbei an Welchenhausen (D) und Oberhausen (B). Anschließend läuft sie bei Peterskirchen-Ouren letztmals durch Belgien.
Etwa ab dem Europadenkmal am Dreiländereck Belgien–Deutschland–Luxemburg zwischen Ouren (B), Sevenig (D) und Lieler (L) verläuft die Our fast vollständig auf der deutsch-luxemburgischen Grenze. Dabei fließt sie an Dasburg (D) und Rodershausen (L), Ober- und Unter- (L) sowie Übereisenbach (D), Gemünd (D), Stolzemburg (L) und Keppeshausen (D) vorbei. Hiernach verläuft sie bei Biwels (L) durch das auch Ourtalsperre genannte Unterbecken des Pumpspeicherwerks Vianden und dann – ein kurzes Stück nur in Luxemburg – durch Vianden.
Auf ihren letzten Kilometern fließt die Our wieder auf der deutsch-luxemburgischen Grenze, wobei sie Roth an der Our, Gentingen, Ammeldingen (alle D) und Hoesdorf (L) passiert. Dann mündet sie bei Wallendorf (D) auf etwa 177 m von links in den dort von Westen kommenden Mosel-Zufluss Sauer. Der Mündung südlich gegenüber liegt Wallendorferbrück (L).
Der  96,11 km lange Lauf der Our endet ungefähr 466 Höhenmeter unterhalb ihrer Quelle; sie hat somit ein mittleres Sohlgefälle von circa 4,8 ‰.

### Zuflüsse
Die Zuflüsse der Our mit mehr als 10 km Länge sind
– mit Lage der Mündungen ab der Ourquelle gemessen:
- Ihrenbach (links, bei km 21, Länge 15,9 km)
- Braunlauf (rechts, bei km 23, Länge 15,4 km)
- Ulf (rechts, bei km 30, Länge 17,8 km)
- Irsen (links, bei km 67, Länge 35,5 km)

#### Diagramm
| Die Zuflüsse der Our ab 5 km Länge                                | Die Zuflüsse der Our ab 5 km Länge | Die Zuflüsse der Our ab 5 km Länge | Die Zuflüsse der Our ab 5 km Länge | Die Zuflüsse der Our ab 5 km Länge |
| ----------------------------------------------------------------- | ---------------------------------- | ---------------------------------- | ---------------------------------- | ---------------------------------- |
| Quelle                                                            |                                    |                                    |                                    |                                    |
| Auw                                                               | Auw                                |                                    | 5,9 km                             | 5,9 km                             |
| Medenderbach                                                      | Medenderbach                       |                                    | 7,5 km                             | 7,5 km                             |
| Kolvenderbach                                                     | Kolvenderbach                      |                                    | 8,7 km                             | 8,7 km                             |
| Weberbach                                                         | Weberbach                          |                                    | 6,1 km                             | 6,1 km                             |
| Treisbach                                                         | Treisbach                          |                                    | 5,9 km                             | 5,9 km                             |
| Ihrenbach                                                         | Ihrenbach                          |                                    | 15,9 km                            | 15,9 km                            |
| Braunlauf                                                         | Braunlauf                          |                                    | 15,4 km                            | 15,4 km                            |
| Ulf                                                               | Ulf                                |                                    | 17,8 km                            | 17,8 km                            |
| Schiebach                                                         | Schiebach                          |                                    | 6,4 km                             | 6,4 km                             |
| Irsen                                                             | Irsen                              |                                    | 35,5 km                            | 35,5 km                            |
| Teggelbach                                                        | Teggelbach                         |                                    | 5,0 km                             | 5,0 km                             |
| Mündung – dunkelblau: linke Zuflüsse, hellblau: rechte Zuflüsse – |                                    |                                    |                                    |                                    |

Eine umfassendere Aufstellung, die auch kleine Zuflüsse enthält, findet sich in der Liste von Zuflüssen der Our.

### Ortschaften
An der Our liegt der luxemburgische Grenzort Vianden, einer der wichtigsten Touristenorte Luxemburgs. In Belgien und im Norden Luxemburgs verläuft die Ourtal-Route als Rundstrecke. Besonders sehenswert ist der Abschnitt zwischen Manderfeld (Belgien) und Lieler (Luxemburg), auf dem man nahezu vollständig entlang der Our entlangfahren kann. Sie führt unter anderem an der Burg Reuland (Ouren) und dem Europadenkmal am Dreiländereck Deutschland-Belgien-Luxemburg vorbei.
Weitere Orte sind:
| - Roth an der Our - Ouren - Sevenig - Dahnen - Dasburg - Rodershausen - Obereisenbach (lux.) - Untereisenbach (lux.) - Übereisenbach (dt.) | - Stolzemburg - Bettel - Gentingen - Ammeldingen an der Our - Schönberg - Wallendorf bei Bollendorf. - Lommersweiler bei St. Vith - Auel (Ortsteil von Burg-Reuland) |

## Kondominium
Die Our ist auf der gesamten Strecke, auf der sie die deutsch-luxemburgische Grenze bildet, ein gemeinschaftlich verwaltetes Kondominium (Gemeinschaftliches deutsch-luxemburgisches Hoheitsgebiet). Die nur einem Staatsgebiet zuzuordnenden Hoheitsgebiete beginnen also am jeweiligen Ufer. Im oberen Abschnitt zwischen Deutschland und Belgien liegt die Staatsgrenze, wie meist üblich, im Talweg des Flusses. Die auf dem Wiener Kongress 1815 getroffene Regelung wurde im Jahr 1984 in einem Grenzvertrag bestätigt.

## Nutzung
Die Our wird nördlich von Vianden durch die Ourtalsperre gestaut und bildet das Unterbecken des Pumpspeicherwerkes Vianden.